# Sakado, Saitama
Sakado (坂戸市 Sakado-shi) là một thành phố thuộc tỉnh Saitama, Nhật Bản.